# Палаццоло-делло-Стелла
Палаццоло-делло-Стелла (итал. Palazzolo dello Stella) —  коммуна в Италии, располагается в регионе Фриули-Венеция-Джулия, в провинции Удине.
Население составляет 3028 человек (2008 г.), плотность населения составляет 89 чел./км². Занимает площадь 34 км². Почтовый индекс — 33056. Телефонный код — 0431.
Покровителем коммуны почитается святой первомученик Стефан, празднование 26 декабря, и Sant'Antonio di Padova.

## Демография
Динамика населения:

## Администрация коммуны
- Официальный сайт: http://www.comune.palazzolodellostella.ud.it